# Bartholomeus van der Helst
Bartholomeus van der Helst (1613 Haarlem – pohřben 16. prosince 1670 Amsterdam) byl nizozemský malíř. Je považován za jednoho z nejvýznamnějších portrétistů zlatého věku nizozemského malířství. Kromě portrétů maloval žánrové obrazy, biblické scény a mytologické náměty.

## Život
Narodil v Haarlemu v roce 1613. Přesné datum narození není známo, haarlemské matriky z té doby se ztratily. Byl synem hostinského. Patrně v roce 1636 se přestěhoval do Amsterdamu. Tam se brzy oženil s Annou du Pire, osmnáctiletou dívkou z bohaté rodiny z jižního Nizozemska. Pár měl později šest dětí. Jeho první datovaný obraz pochází z roku 1637. Styl obrazu naznačuje, že v Amsterdamu mohl docházet na lekce k Nicolaesi Eliaszoonovi Pickenoyovi.
První důležitou zakázkou byla 7,5metrová malba pro sál měšťanské gardy, stejný sál, pro nějž Rembrandt maloval Noční hlídku. Úspěch, kterého touto malbou dosáhl, vedl k mnoha dalším zakázkám, především na portréty bohatých amsterdamských měšťanů, včetně portrétu Andriese Bickera, starosty Amsterdamu. Přestože van der Helst působil v Amsterdamu současně s Rembrandtem, díky svým elegantním a prý dosti lichotivým portrétům se stal nejpopulárnějším portrétistou ve městě on. Van der Helst získal přízeň i místodržitelské rodiny, když v roce 1652 namaloval portrét Marie, vdovy po Vilémovi II. Oranžském. Koupil velký dům a vytvořil sbírku obrazů mnoha umělců jako byli Adriaen Brouwer, Pieter Lastman aj. Po jeho smrti však byla jeho manželka donucena všechna tato díla rozprodat.
Neměl známé žáky, ale uvádí se, že jím byli ovlivněni například Govert Flinck nebo Constantin Hansen.